# Аксайский военно-исторический музей
Аксайский военно-исторический музей — музей истории города Аксай. Включает в себя четыре музейных комплекса, посвященных различным периодам истории города: курень зажиточного казака Рудухи, в котором жил полководец Александр Суворов, таможенная застава XVIII века, почтовая станция XIX века и военно-исторический комплекс второй половины XX века. Коллекция музея насчитывает 69 497 единиц хранения. На балансе музея стоят шесть памятников архитектуры города, самый старый — «Домик Суворова», в котором размещается администрация музея. Музей активно сотрудничает с образовательными учреждениями, организациями и предприятиями города. Для посетителей читаются лекции по истории города и Донского края, проводятся экскурсии, различные мероприятия.

## История
Аксайский военно-исторический музей открыт 28 октября 1948 года как школьный музей при Аксайской средней школе № 1 учителем истории, впоследствии членом Союза писателей СССР Александром Николаевичем Скриповым. Первыми экспонатами стали археологические предметы, найденные школьниками и их учителем на Кобяковом городище. Жители старой казачьей станицы Аксайской приносили в школьный музей предметы быта, старинные монеты и банкноты, оружие, документы со старинными фотографиями, изделия из керамики, стекла, дерева, иконы, награды. Всё это стало основой фондов музея. Силами учителей и учащихся была оформлена экспозиция в специально отведенном помещении школы.
Постоянное пополнение экспозиции отдельными предметами и целыми коллекциями позволяло музею открывать всё новые выставки. Поисковая работа школьников и их учителей в направлении истории Великой Отечественной войны, освобождения станицы от немецко-фашистских захватчиков сформировала раздел, позволивший посредством экспозиции рассказать о воинах-освободителях и Героях Советского Союза, уроженцев Аксая.
В 1984 году школьному музею под руководством историка–краеведа Владимира Дмитриевича Гладченко было присвоено почетное звание «Народный музей». 30 марта 1987 года он стал филиалом Старочеркасского историко-архитектурного музея-заповедника. В октябре 1992 года произошло преобразование в самостоятельное учреждение «Музей истории города Аксай».
С 1996 года все собрание музея распределено на основной и научно-вспомогательный фонд, каждый из них состоит из коллекций: 
«Археология», «Геолого-минералогическая», «Грампластинки», «Дерево», «Документы», «Живопись, графика», «Карты, планы», «Керамика, стекло», «Книги, газеты, журналы», «Металл», «Нумизматика», «Оружие», «Открытки», «Плакаты, листовки», «Приборы», «Прочее», «Ткани, кожа, быт», «Фотографии», «Этикетки, марки», «Драгоценные металлы».

## Состав

### «Домик Суворова»

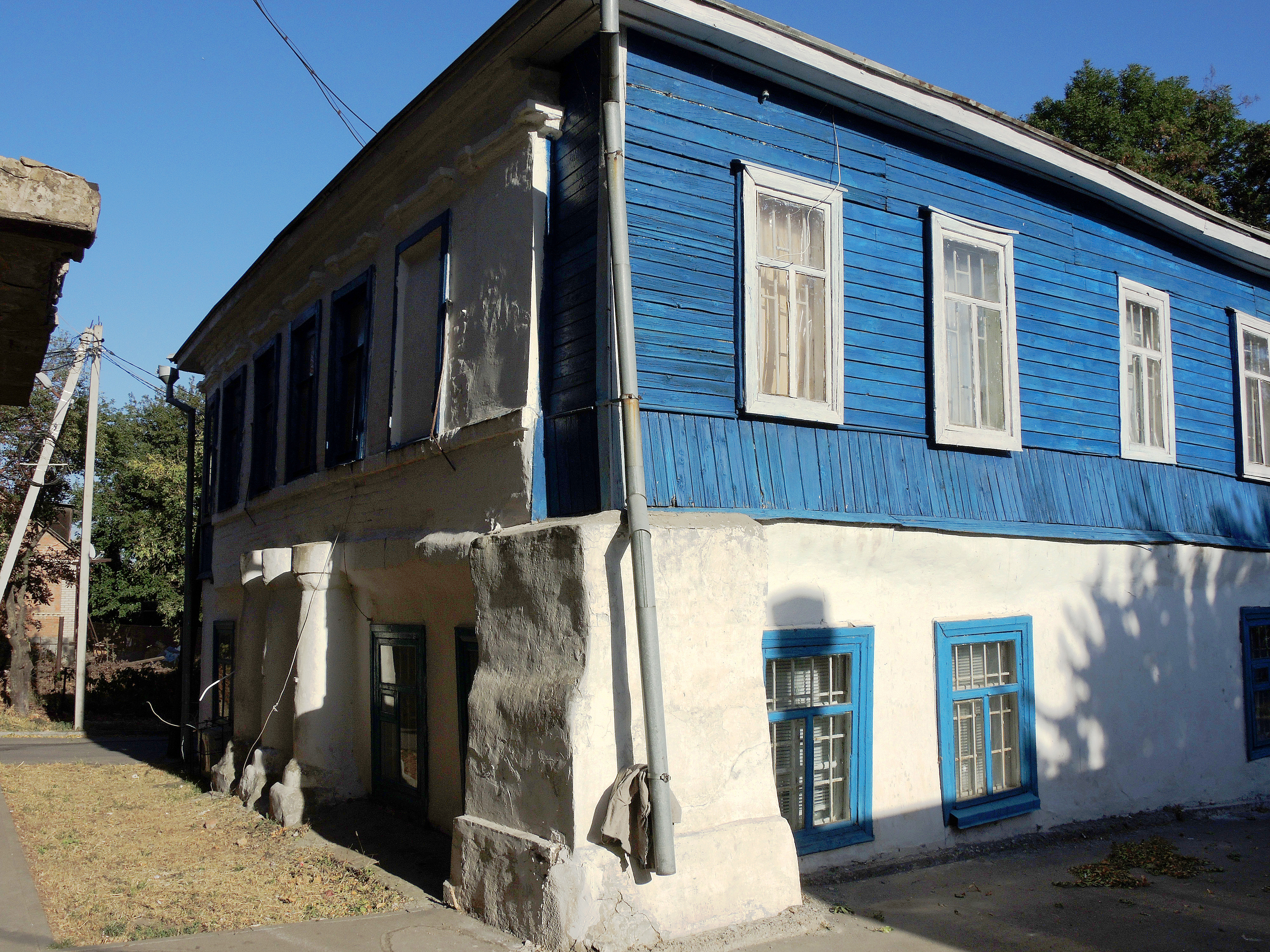
«Домик Суворова»

Курень зажиточного казака Рудухина начала XVIII века является самым старым сохранившимся зданием Аксая. Здесь провёл зиму 1783-84 русский полководец Александр Суворов. Двухэтажное здание построено в казачьем стиле: нижний этаж каменный, верхний — деревянный. Северный фасад украшен колоннами.

### Таможенная застава
Таможенная застава представляет собой подземное сооружение, построенное в середине XVIII века. Здесь с 1991 года (переоформлена в 2004 г.) работает выставка «История таможенной службы на Нижнем Дону во II половине XVIII в». В выставке представлено холодное и огнестрельной оружие той эпохи, карты, документы и предметы быта таможенников. Фортификационное сооружение имеет многочисленные подземные ходы и залы площадью около 350 м².

### Почтовая станция

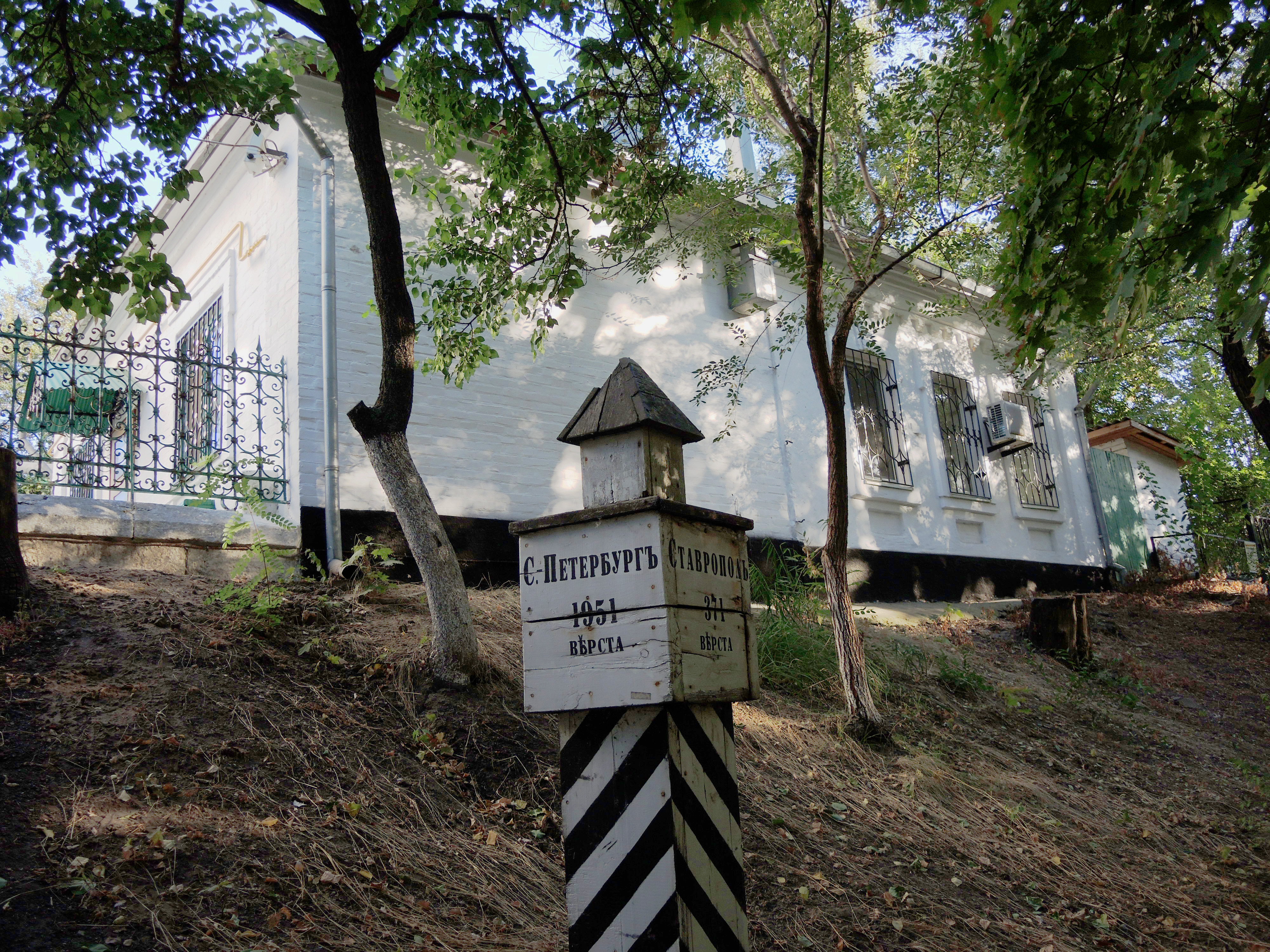
Верстовой столб на почтовой станции

Почтовая станция — архитектурный комплекс из жилых и хозяйственных построек, воссоздающий внешний вид типичной почтовой станции XIX века. На территории расположены дом почтового смотрителя, здание гостиницы, колодец, каретный сарай и беседка для отдыха. Станция является объектом культурного наследия России. Почтовую станцию Аксая в разные годы проследовали Александр Пушкин, Михаил Лермонтов, Александр Грибоедов, Лев Толстой, Пётр Чайковский, Николай Раевский, ссыльные декабристы. Музейный комплекс «Почтовая станция» открыт для посещения с 1992 года. На территории действуют две постоянные выставки:
- выставка «Почта в Аксае», на которой представлены предметы, связанные с почтовой службой казаков в XIX веке. Выставка продолжена на подворье комплекса, в здании каретного сарая и на подворье экспонируется уникальная коллекция гужевого транспорта конца XIX — начала XX века — пролётки, сани, кареты, фаэтоны и брички[4].
- выставка «Казачий дом», где представлены подлинные предметы мебели, иконы, посуда, изделия из ткани, инструменты, орудия труда и бытовая утварь.

Ежегодно, в первую субботу июня на почтовой станции проходит «Пушкинский праздник», в честь посещения А. С. Пушкиным станицы Аксайской в 1820 и 1829 годах.

### Военно-исторический комплекс

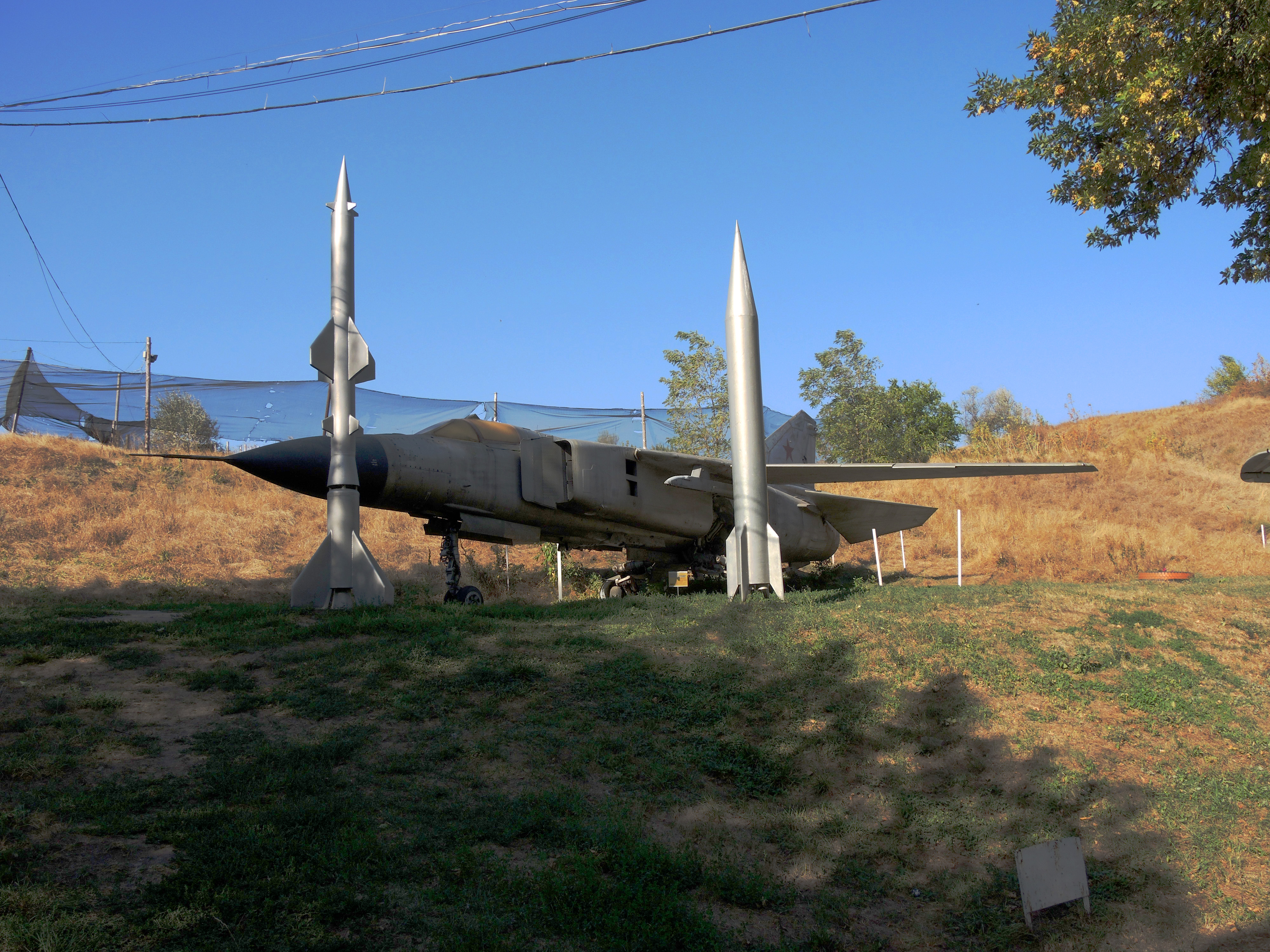
Выставка военной техники под открытым небом

Военно-исторический комплекс имени дважды Героя Советского союза Николая Гулаева расположен на территории природоохранного заповедника Мухина балка. В его состав входит бывший подземный штаб Северо-Кавказского военного округа, построенный в 1960 году на случай ядерной войны. Двухъярусный бункер имеет разветвленную систему коридоров, оборудованных герметичными дверьми, множество комнат и обширных залов. В годы перестройки сооружение было заброшено. Усилиями музейных работников на объекте организована экспозиция. В 1998 году стратегический комплекс принял первый посетителей. На территории музея выставлена советская и российская военная техника XX столетия: танки, бронетранспортёры, боевые машины пехоты, самолёты МиГ-23 и Ан-2, зенитные и артиллерийские орудия в том числе, пушка-гаубица 1909 года, противотанковые пушки ЗИС-3. Работает выставка «Пехота Красной армии и вермахта», где представлено огнестрельное оружие и предметы обмундирования времен Великой Отечественной войны.